# Petroeuro
Un petroeuro es una transacción petrolera valuada en euros en lugar de dólares (petrodólar). El comercio de cualquier recurso natural, incluyendo al petróleo, se controla a través de asociaciones de intercambio que involucran a exportadores e importadores del recurso, en un mercado definido, y a través de un tratado de comercio. Los principales países que tienen reservas petroleras desde la caída de la producción en los Estados Unidos están dominados por la OPEP, y de ahí que la OPEP pueda escoger dólares, euros, yenes o cualquier otra divisa siempre que se perciba una ventaja política o económica. En el año 2007 la OPEP continúa su comercio en petrodólares, pero algunas naciones miembros (como Irán y Venezuela) han estado proponiendo un cambio al euro.